# Émilie de Beauharnais
Émilie de Beauharnais, född 28 januari 1781 i Paris, död där 18 juni 1855, var en fransk hovfunktionär.
Hon var Dame d'atour till Frankrikes kejsarinna Joséphine de Beauharnais mellan 1804 och 1809. Hennes far var brorson till Joséphines första make. Hon utbildades i L'Institution nationale de Saint-Germain. Hon beskrivs som en tillbakadragen och huslig karaktär. Hon avgick när Napoleon skilde sig från Josephine och efterträddes av Jeanne Charlotte du Luçay. 